# زنده‌باد ونکاتسایا
زنده‌باد ونکاتسایا 
(به تلوگویی: Om Namo Venkatesaya) فیلمی محصول سال ۲۰۱۷ و به کارگردانی کی. راگاوندرا رائو است. در این فیلم بازیگرانی همچون آکینی ناگرجونا، آنوشکا شتی، سوبراه راج جین، جاگاپاتی ببو، پی. سای کومار، پراگیا جایسوال و ویمالا رامان ایفای نقش کرده‌اند.